# Apolon iz Veijev
Apolon iz Veijev je etruščanski kip Apolona (Aplu) iz terakote v naravni velikosti, ki je bil zasnovan tako, da je postavljen v najvišji del templja. Kip je bil odkrit v svetišču Portonaccio  antičnega pristanišča Veiji v današnji osrednji Italiji in izvira iz okoli leta 510 - 500 pr. n. št. Narejen je bil v tako imenovanem mednarodnem« jonskem ali poznoarhaičnem etruščanskem slogu.
Odkrit je bil leta 1916 in je zdaj razstavljen v Narodnem etruščanskem muzeju v Rimu.
Kip je verjetno izdelal Vulca, edini etruščanski umetnik, katerega ime je znano.

## Opis
Ta kip je bil del prizorišča Apolona in Herakleja, ki sta se borila proti Kerinejski košuti, postavljen 12 metrov nad tlemi na nosilcih na akroteriju Minervinega templja v Portonacciu. [3]
Skupaj z drugimi kipi je krasil strešni nosilec v templju v Portonacciu, svetišču, posvečenem Minervi. Postavljen na visoki podzidek, je bila serija kipov akroterija. Stali so približno dvanajst metrov nad nivojem tal in čeprav so bili ustvarjeni ločeno, so pripovedovali dogodke iz grške mitologije, ki so bili vsaj delno povezani z bogom Apolonom.
Ta kip, skupaj s kipom Herakleja, je oblikoval skupino, ki je predstavljala eno od Heraklejevih del, preden je postal del božanstev Olimpa. Mit govori o sporu med bogom in junakom glede posedovanja košute z zlatimi rogovi. Verjetno je bil tudi kip Merkurja združen v to skupino, od katerega je ostala samo glava in del telesa. Apolon, oblečen v tuniko in kratek plašč, se je z desno roko raztegnil in upognil proti levi (leva roka gleda proti tlem, morda drži lok); Heraklej z zvezano košuto se je raztegnil v desno in se nagnil naprej, da bi napadel s svojo gorjačo in ima trupom v nasilni drži.

## Analiza
Skupina je bila zasnovana za pogled s strani. Trdni volumen figur, združenih nesimetrično na Apolona (trup in obraz) in Heraklejev trup nakazujejo, da je umetnik razumel optične deformacije. Slog kipa je značilen za etruščansko umetniško kulturo konca 6. stoletja pred našim štetjem. Poudarja gibanje, značilne prostorske vsebine so jasno opredeljene, kot je draperija oblačil na telesu. Umetnik je upošteval stranski pogled in zato naredil potrebne optične popravke. S svojim obvladovanjem koroplastne umetnosti je dosegel zelo izrazit rezultat.
V tem in tudi v drugih etruščanskih delih je vpliv grške umetnosti tega obdobja jasno opazen.
Apolon iz Veijev je odličen primer združenja tehničnih veščin in umetniške finese v etruščanski umetnosti in obrti, verski navdih je vedno naveden v podtonu. Verska komponenta je vsesplošna tako v umetnosti kot v miselnosti Etruščanov.

## Obnova
V 1920-ih je bila skulptura prvič restavrirana, pri čemer so poskušali sestaviti posamezne dele, kolikor je le mogoče, brez vrzeli. Soprintendenza per i Beni Archeologici dell'Etruria meridionale je med leti 2002 in 2004 izvedla nadaljnja konservatorska dela na kipu.